# 蓝胸鹑
蓝胸鹑（学名：Synoicus chinensis）属于雉科鹑属的鸟类，又名藍胸鶉。是一種屬於舊世界鶉科雉科的鳥類。這個物種是最小的“真正的鵪鶉”，在野外分佈於中國南部、南亞和東南亞至大洋洲，往南至澳大利亞東南部，有9個不同的亞種。一般生活在平原、河边草地、沼泽芦苇、竹林以及稀疏矮树丛中。
1890年代末，奧塔哥馴化協會曾嘗試將該物種引入紐西蘭，但未成功。該物種在鳥類飼養中相當常見，有時會被誤稱為"button quail"，但"button quail"實際上是另一個非常遠緣的鳥科家族三趾鶉科的名稱。

## 描述
蓝胸鹑体重约40.41克，翼长约69.7毫米，嘴峰长约13毫米，喙宽度约3.3毫米，喙厚度约4.2毫米，跗蹠长约19毫米，尾长约27毫米。
雄性小鵪鶉有多種顏色，包括藍色、棕色、銀色、栗色、深棕色，甚至幾乎黑色。牠們有堅硬的橙色腳，可以像其他遊禽一樣適應長時間在地面上生活。雌性與雄性相似，但沒有藍色的色調。牠們在圈養環境下壽命可達13年，但通常只有3-6年。 在野外，牠們可能只能活1.5年。小鵪鶉的蛋呈淺奶油色，略尖的“頂端”呈橢圓形。雄性鵪鶉會發出降調哨聲和沙啞的“鼾聲”叫聲。

## 分類
已確認六個亞種：
- S. c. chinensis （Linnaeus, 1766）：分佈於印度和斯里蘭卡至馬來亞、印度支那、華南及台灣
- S. c. trinkutensis Richmond, 1902：尼科巴藍胸鵪鶉，分佈於尼科巴群島
- S. c. lineatus （Scopoli, 1786）：分佈於菲律賓、婆羅洲、小巽他群島、蘇拉威西和蘇拉群島
- S. c. lepidus （Hartlaub, 1879）：分佈於新幾內亞和俾斯麥群島
- S. c. victoriae（Mathews, 1912）：分佈於澳大利亞東部
- S. c. colletti （Mathews, 1912）：分佈於澳大利亞北部

該物種的分類史相當複雜，曾被歸類於鶉屬（Coturnix），隨後又歸類於Synoicus屬，接著又歸類於藍鶉屬（Excalfactoria）。系統發育證據支持其屬於擴展的Synoicus屬，該屬除了包括藍鵪鶉（S. adansonii），還包括雪山鵪鶉（S. monorthonyx）和棕鵪鶉（S. ypsilophorus）。

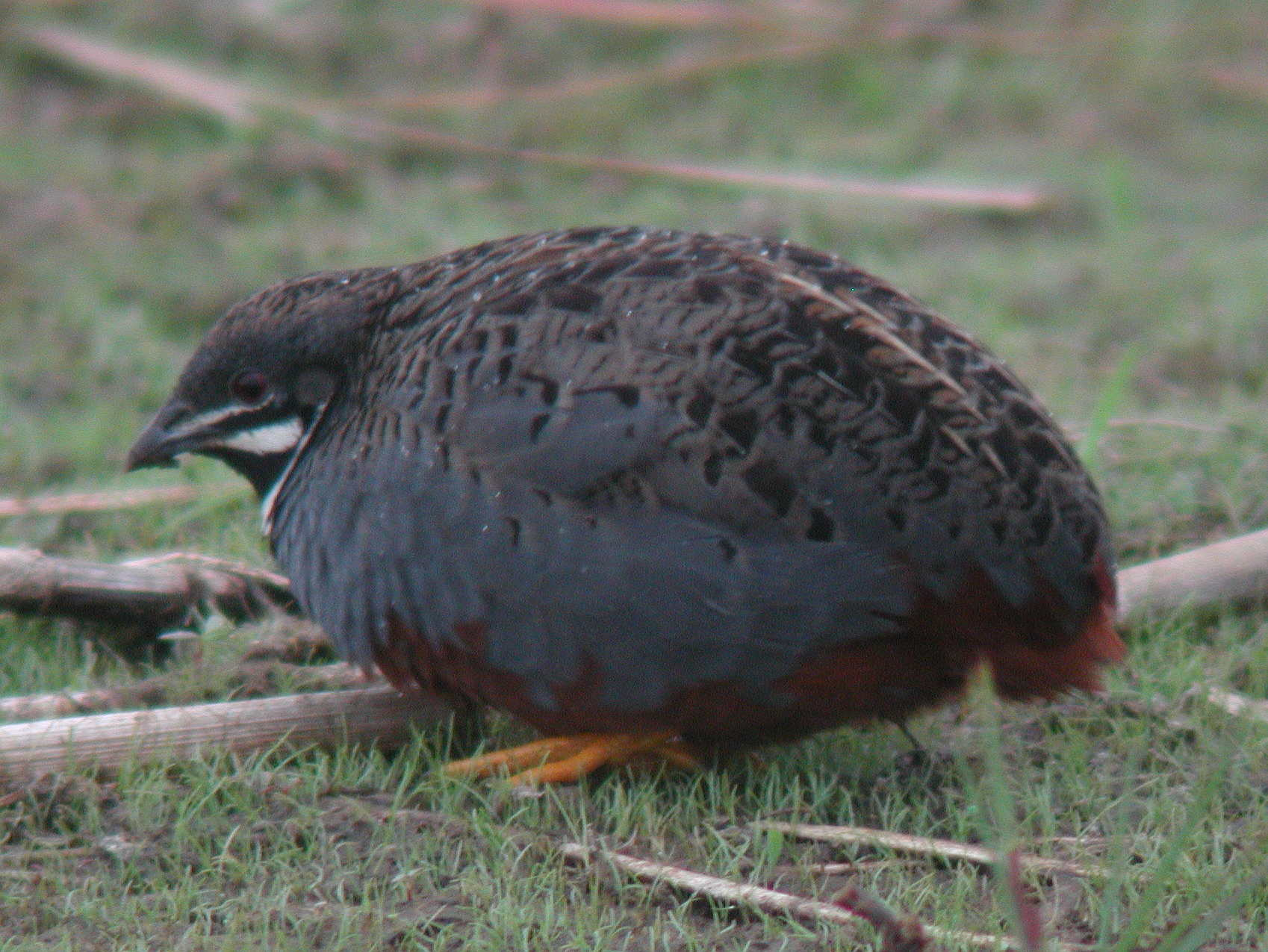
薩姆森維爾,昆士蘭東南部

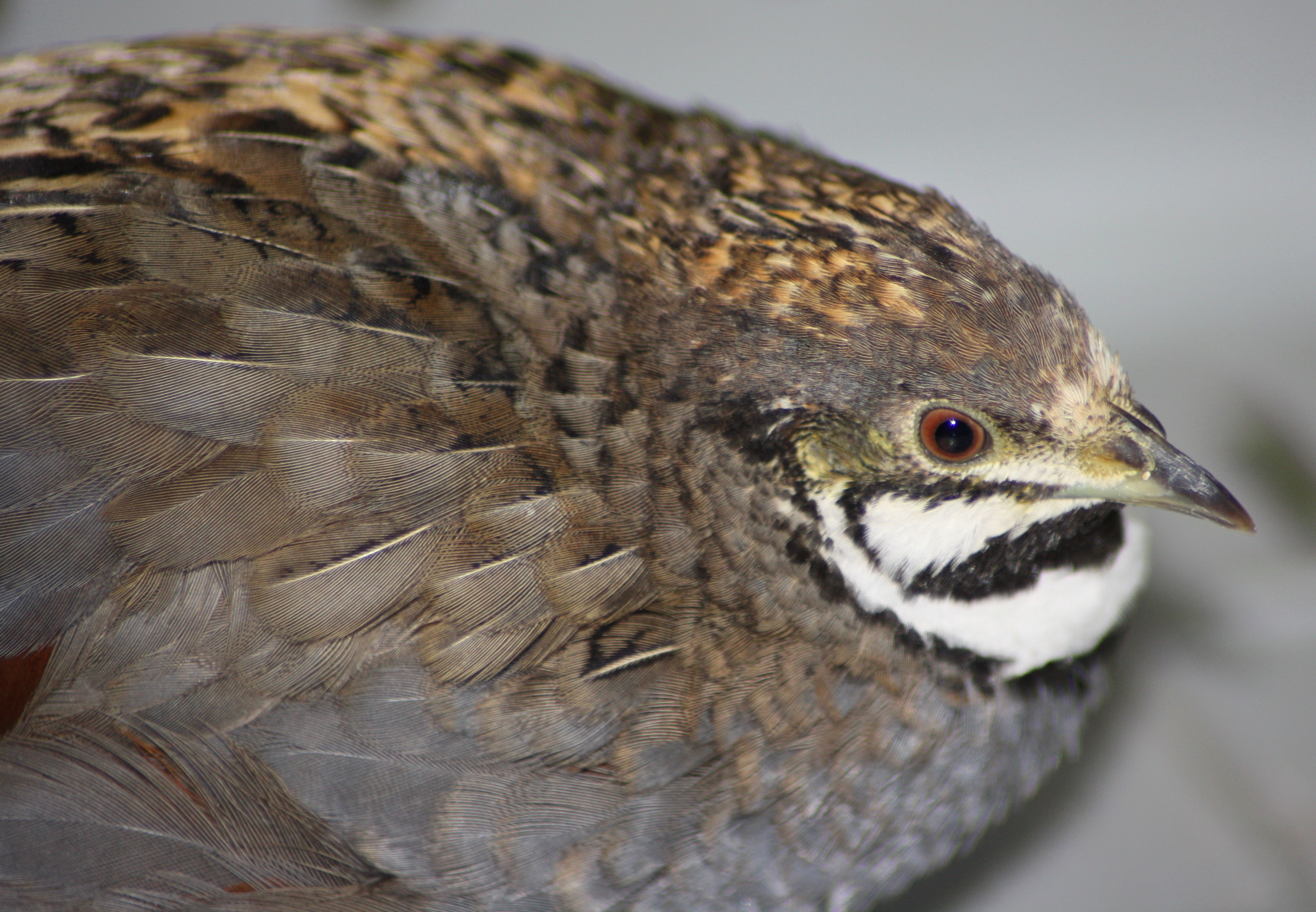
圈養的小鵪鶉

亞種S. c. victoriae原先被命名為C. s. australis（古爾德，1865年），但由於該物種被重新分類至Synoicus屬，使其名稱與棕鵪鶉的澳洲亞種（S. y. australis）發生衝突，導致其名稱更改為victoriae（馬修斯，1912年）。

## 繁殖

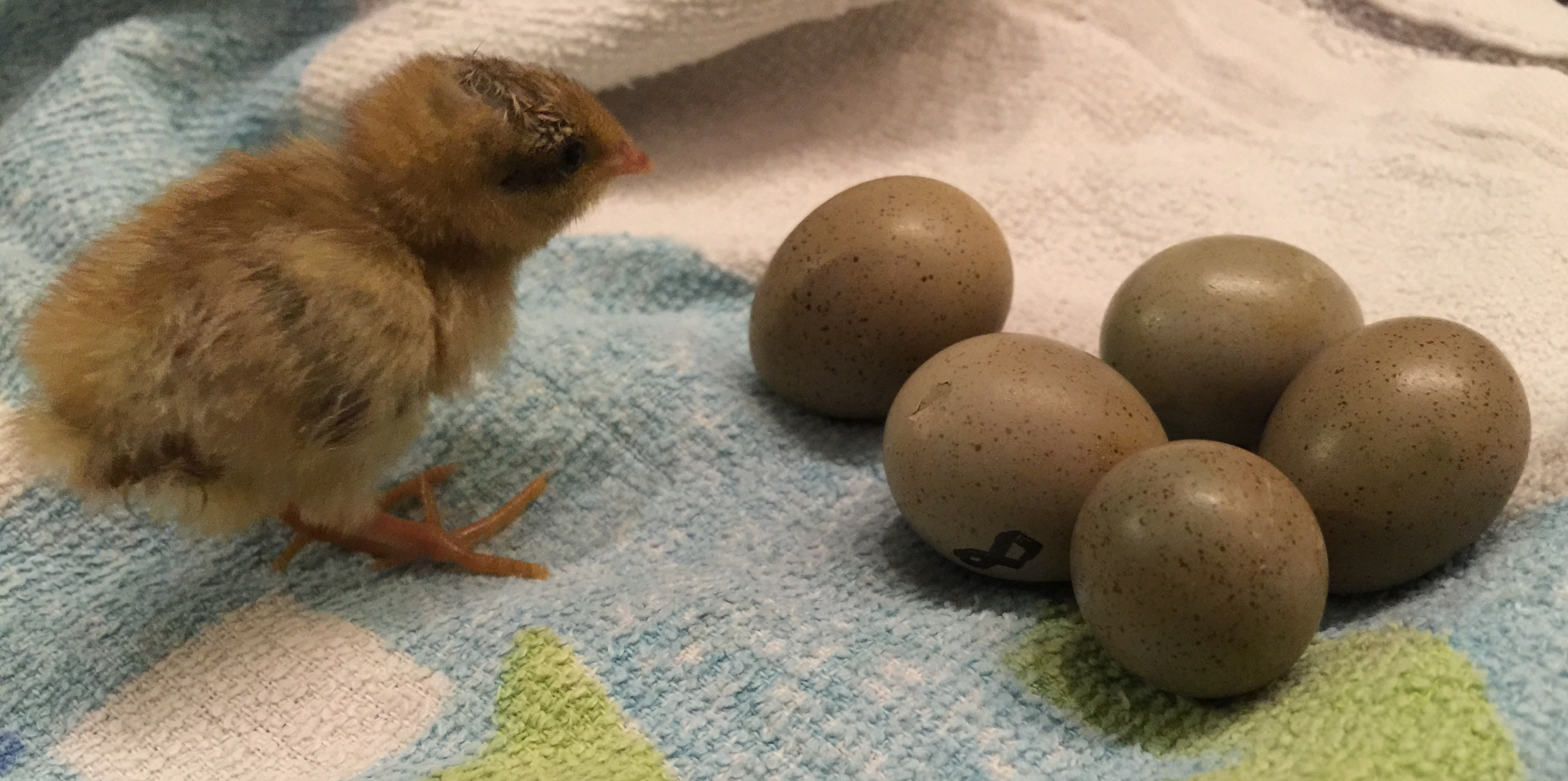
小鵪鶉蛋和10天大的小鳥

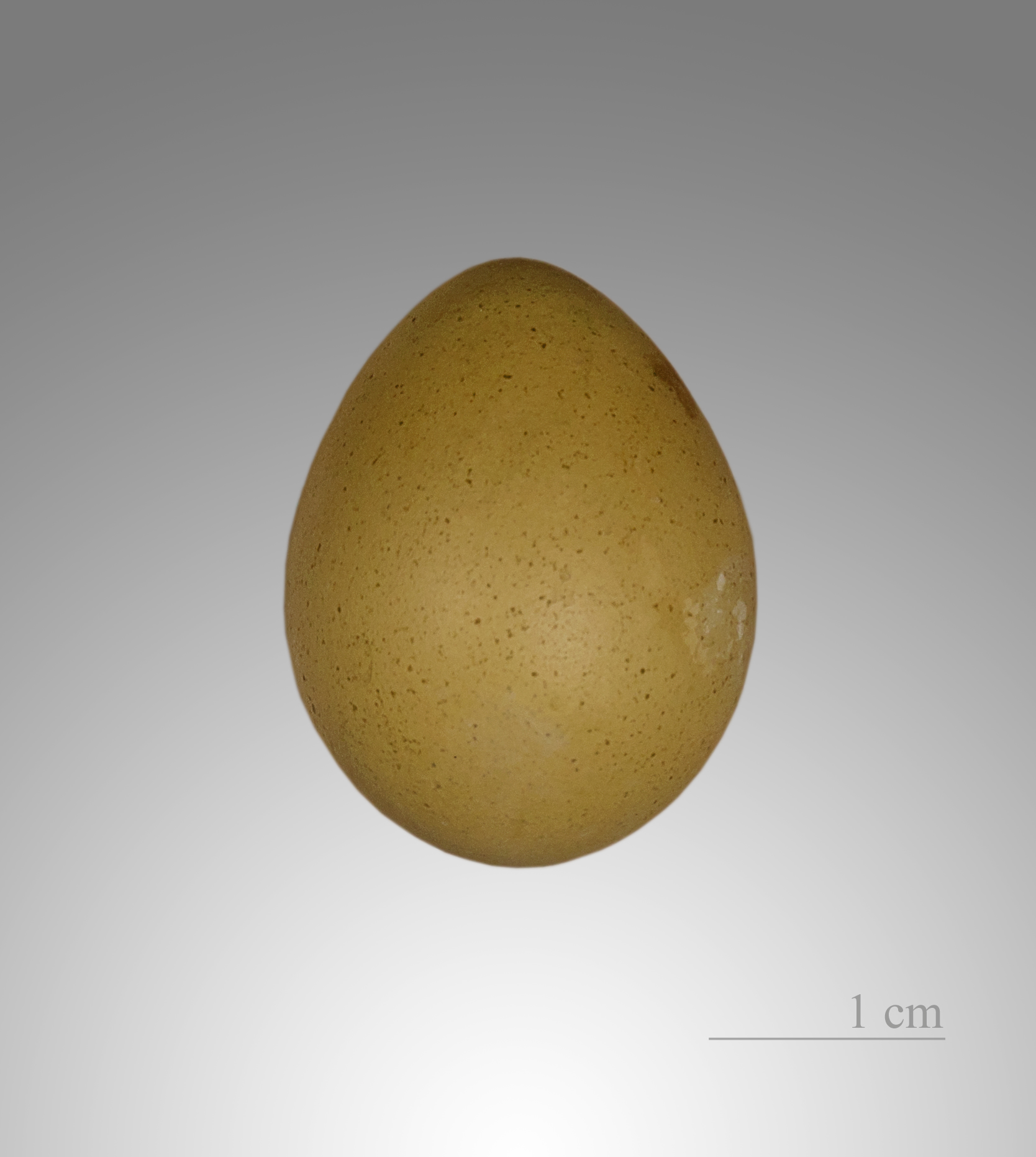
" Excalfactoria chinensis"的蛋 – 土魯斯博物館

雄性會為了交配權而爭鬥，勝者會與每一位雌性交配。雌性在交配後的一到兩天內即可產卵。牠們要麼先建築巢穴，要麼直接在地上產卵。雌性通常在收集到理想的巢穴大小後才會開始孵卵。巢卵數量從五到十三不等。在孵化開始之前，整個巢卵數量已經產完。在圈養環境下，理想的巢卵數量為六到八顆。小鵪鶉大約在16天後孵化。

## 保育狀況

### 澳大利亞
小鵪鶉在澳大利亞的《1999年環境保護與生物多樣性保護法》中未被列為受威脅物種。

#### 澳大利亞維多利亞州
該物種在維多利亞州的《1988年植物和動物保護法》中被列為受威脅物種。 根據該法案，尚未制定Action Statement來恢復和未來管理該物種。
在2007年維多利亞州受威脅脊椎動物的建議名單中，該物種被列為瀕危物種。

## 鳥類飼養
這種鵪鶉長期以來一直是受歡迎的飼養與繁殖對象；已經培育出多種突變型。牠們一旦適應環境，就相當強壯，並保持鳥舍底部乾淨。這些鵪鶉的一大優點是牠們完全生活在地面上，不會干擾其他鳥類。 購買和飼養牠們的成本非常低。牠們甚至已知能夠被馴服到手養。
牠們可以成對或四隻一組飼養在有植物的鳥舍中，也可以單獨養在鳥籠裡，或在大鳥籠中成群養殖。雄性和雌性可能會發生競爭。懸掛式籠子不適合這種鵪鶉，因為牠們的腳較小；應使用較細的地板網。
雌性如果餵養適當的食物，每天都可以產一顆蛋。巢址可以簡單到僅是一個安靜的角落或靠牆的地面凹陷。最好提供一叢長草、茶樹枝或一堆鬆散的草本植物。雌鵪鶉常常在鳥舍地板上產卵而不使用巢穴，這表明牠們對現有設施不滿意，提供遮蔽的巢址可能會促使牠們建巢。通常是雄性選擇巢址。巢穴是一個簡單的地面刮痕，用草襯墊，主要由雌性建造，雄性提供一些幫助。蛋的尺寸為25 x 19毫米，顏色從淺褐色到深橄欖色不等，並有細小的黑點。巢卵數量從四到十三不等，但偶爾會發現一隻雌性孵化多達20顆卵的情況。這通常是多隻雌性的合併巢卵，由於翻動和覆蓋這麼大數量的巢卵困難，孵化率往往很低。移除部分蛋進行人工孵化或寄養可能有益。
該物種通常全年繁殖；孵化時間約為18至23天。雌性照顧幼鳥約4週，之後應將幼鳥與親鳥分開，移至另一鳥舍。

### 雜交與突變
已知有小鵪鶉與棕鵪鶉的雜交品種存在，稱作「蘆丁雞」。
銀色和肉桂色是最常見的顏色品種。斑駁色、白化和炭色變異越來越常見。突變可以組合出現。
偶爾會出現雄性羽毛的雌性；這並不是一種突變，而是由於某些狀況影響了正常的荷爾蒙平衡。這種情況通常出現在雌性有卵巢囊腫或增生時。牠們通常會停止產卵，但可以在沒有問題的情況下生存多年，外觀與雄性無異。在一個案例中，一隻銀色雌鵪鶉單獨飼養多年，換羽後變為雄性羽毛，並在幾個季節中僅產下極淺色、綠殼的蛋，最終因年老去世。

## 飲食
在野外，小鵪鶉的飲食包括小蟲子、種子和當季可得的各種草類。在鳥類飼養中，所有鳥類都應該餵食多種種子和各種水果和蔬菜。在繁殖期，雌性應該餵食富含鈣的食物來源，如貝殼砂，以防止蛋滯留。新孵化的小鵪鶉應該餵食高蛋白的小雞飼料，並混合一些水。其他蛋白質來源包括黃粉蟲和各種昆蟲。